# Wolfram Mauser
Wolfram Mauser (n. 1955) este un geograf și hidrolog german. În 2021 a fost ales membru de onoare al Academiei Române.

## Cărți publicate (selecție)
- de Prognose von Hochwässern mit LANDSAT-Daten. Kirchzarten 1985, ISBN 3-922749-95-X
- de Wie lange reicht die Ressource Wasser? Vom Umgang mit dem blauen Gold. Frankfurt am Main 2007, ISBN 3-596-17273-X